# Absentismus
Absentismus (aus lateinisch absentia, „Abwesenheit“) ist die Neigung von Personen, einem Termin, einer Verpflichtung oder einer Vereinbarung nicht nachzukommen, obwohl es keine Verhinderungsgründe (wie etwa Krankheit) gibt. Gegensatz ist der Präsentismus, bei dem trotz Krankheit Leistungen erbracht werden.

## Allgemeines
Die Zuverlässigkeit gebietet es, dass jedermann die verabredeten Termine, eingegangenen Verpflichtungen oder Vereinbarungen auch tatsächlich einhält. Diese können aus einer Rechtspflicht entstehen, so dass der Absentismus auch Rechtsfolgen nach sich ziehen kann. Allgemein hat Absentismus zur Folge, dass der die Termine, Verpflichtungen oder Verabredungen Versäumende die vorgesehenen Informationen oder das Wissen nicht erhält oder seine Aufgaben nicht erfüllen kann.
Absentismus wird vielfach mit wiederholten Fehlzeiten in Verbindung gebracht, wenn motivationsbedingte Ursachen zugrunde liegen. Als konkrete Ursache des Absentismus gilt die fehlende Arbeitsmotivation oder fehlende Leistungsbereitschaft. Krankheitsbedingte Abwesenheit – auch wiederholt – ist daher kein Absentismus. Der englische Begriff (englisch absenteeism) dagegen bezeichnet den echten Krankenstand. Wer lediglich einmal im Jahr grundlos fehlt, unterliegt noch keinem Absentismus, doch häufigere Fehlzeiten stellen ein Indiz hierfür dar. Bei der Entfristung von befristeten Arbeitsverhältnissen geht die Deutsche Post AG davon aus, dass weniger als zehn Krankheitstage pro Jahr mit einem unbefristeten Arbeitsverhältnis belohnt werden können.

## Ursachen
Als Erklärungsmodelle für den Absentismus zieht man das Rückzugsmodell, das medizinische Modell oder das abweichende Verhaltensmodell heran. Das Rückzugsmodell ist die Absicht, sich zeitweilig von unzufrieden machenden, belastenden, unangenehmen Seiten der Arbeitstätigkeit zurückzuziehen. Das medizinische Modell gilt als ein Weg zur Stressbewältigung bei der Beeinträchtigung der Gesundheit durch Arbeitseinflüsse. Dabei wird die Krankheit als akzeptierte Entschuldigung für das Fernbleiben vom Arbeitsplatz verstanden. Als Ursache für das „Abweichendes-Verhalten-Modell“ werden unvollständige Sozialisation und mangelnde Internalisierung von Wertvorstellungen angesehen.

## Arten
Absentismus gibt es in den verschiedensten Alltagssituationen. Früher bezeichnete man den Auslandsaufenthalt als Absentismus, wie der Volkswirt Hermann Roesler 1864 schrieb. Heute ist der Begriff des Absentismus insbesondere in der Schule, bei Unternehmen oder der öffentlichen Verwaltung und in der Volkswirtschaftslehre verbreitet.

### Schule
Seit August 1919 besteht in Deutschland Schulpflicht, so dass die Pflicht zum regelmäßigen Schulbesuch besteht. Das wiederholte Fernbleiben von Schülern trotz Anwesenheitspflicht wird als Schulabsentismus bezeichnet. Nach Schweregrad wird dabei unterschieden zwischen:
- Schulschwänzen bzw. Schulbummelei bei nur gelegentlichen Vorkommnissen und
- Schulverweigerung bei persistenten Erscheinungsformen mit tieferliegenden Ursachen.

Häufig wirken bei Schulverweigerung mehrere Motive zusammen, v. a. Versagensängste bis hin zu Phobien und Panikzuständen, Unter- oder Überforderung, Konflikte wie etwa Mobbing in der Schule oder psychosoziale Probleme.
Werden Kinder von elterlicher Seite am Schulbesuch gehindert, wird von
- elternbedingtem Schulabsentismus oder Zurückhalten

gesprochen. Motive hierfür können z. B. Kinderarbeit zur wirtschaftlichen Absicherung der Familie oder pflegende Tätigkeiten sein.

### Arbeit
In der Arbeitspsychologie und der Arbeitssoziologie bezeichnet man wiederholtes Blaumachen als Absentismus. Arbeitnehmer unterliegen aufgrund ihres Arbeitsvertrages einer Arbeitspflicht, die ausnahmsweise bei echten Fehlzeiten außer Kraft gesetzt ist. Es gilt jedoch als schwer feststellbar, in welchem Umfang Krankmeldungen nicht auf eine tatsächlich bestehende Krankheit zurückzuführen sind. Absentismus ist ein Indikator für die Qualität der Arbeitsbedingungen bzw. die Arbeitsfähigkeit und Leistungsbereitschaft von Personen. Der Absentismus korreliert unter anderem mit Problemen in der Privatsphäre und motivationalen Faktoren, er kann auch auf fehlender Arbeitszufriedenheit oder mangelnder Arbeitsmotivation beruhen.
Absentismus kann als Flucht interpretiert werden. Eine endgültige Flucht ist die Kündigung zwecks Beendigung des Arbeitsverhältnisses. Weniger endgültige Formen der physischen Flucht sind beispielsweise Blaumachen („Krankfeiern“), „Flucht“ in Besprechungen und Gremien, „Sich-Absetzen“ in Form von Dienstreisen oder die innere Kündigung.
Die Folgen für das Unternehmen, den Verein oder die Verwaltung sind Störungen im Arbeitsablauf, zusätzliche Belastungen für anwesende Mitarbeiter, da der Ausfall kompensiert werden muss und Mehrkosten durch die Folgeeffekte. Es gibt aber verschiedene Möglichkeiten, um präventive Maßnahmen zu treffen und dem Phänomen vorzubeugen. Dazu zählen Änderungen in der Arbeits- und Organisationsgestaltung, Mitarbeitergespräche, verstärkte Kontrollen durch Vertrauensärzte, eine Veränderung des Führungsstils und eine regelmäßige Überprüfung durch den Betriebsarzt.

### Tourismus
Im Tourismus weitverbreitet ist das nicht angekündigte Nichterscheinen (englisch no-show) von Reisenden beim Check-in bei Fluggesellschaften, Hotels oder Veranstaltungen, obwohl ein sich aus dem Reisevertrag ergebender Termin vorhanden ist. Es hat eine derart große Bedeutung erlangt, dass die betroffenen Unternehmen durch Überbuchungen versuchen, diese ungeplante Fluktuation zum Zwecke der Vollauslastung auszugleichen.

### Volkswirtschaftslehre
In Volkswirtschaftslehre und Soziologie bezeichnet man mit Absentismus eine Form der Vermögensverwaltung, bei der Unternehmer oder Großgrundbesitzer sich nicht am Ort ihrer Betriebe oder Vermögen aufhalten und stattdessen Verwalter oder Inspektoren mit der Wahrnehmung ihrer Geschäfte beauftragen, während sie selbst ihren Betrieb oder ihr Grundeigentum lediglich als Einkommensquelle betrachten; sie betreiben gewohnheitsmäßige Abwesenheit von ihren Besitzungen (englisch absentee ownership). Relevant für historische Umwälzungen in wenig entwickelten Ländern mit einem noch relativ umfangreichen Bereich der Subsistenzwirtschaft wurde der Begriff im Zusammenhang anstehender Bodenreformen. Die Tendenz zum Absentismus erleichterte und beschleunigte Agrarrevolutionen. Die Ziele dieser Agrarrevolutionen waren die Abschaffung des Großgrundbesitzes sowie die Beseitigung des Absentismus.

## Rechtsfolgen
Zu Rechtsfolgen kommt es, wenn der Absentismus mit bestehenden Rechtspflichten kollidiert. Durch eine Ladung ordnen Gerichte bei Gerichtsverfahren das persönliche Erscheinen beider Parteien an. Bleibt eine Partei dem Gerichtstermin eines Zivilprozesses unentschuldigt fern, so kann gegen sie ein Ordnungsgeld wie gegen einen im Vernehmungstermin nicht erschienenen Zeugen (§ 380 Abs. 1 ZPO) festgesetzt werden (§ 141 Abs. 3 ZPO). Gegen eine Partei ergeht ein Versäumnisurteil, wenn sie sich im Prozess säumig verhält. Dies trifft auf Personen zu, die zu einer mündlichen Verhandlung unentschuldigt nicht erscheinen oder sich in einer streitigen Verhandlung nicht zur Sache einlassen. Liegt ein Fall der Säumnis vor, kann die nicht-säumige Partei vor Gericht den Erlass eines Versäumnisurteils beantragen (§ 330 ZPO). Im Strafprozess ist die Vorführung des Angeklagten anzuordnen oder ein Haftbefehl zu erlassen, wenn das Ausbleiben des Angeklagten nicht genügend entschuldigt ist (§ 230 Abs. 2 StPO).
Schulschwänzen wird in der Verwaltung als „unerlaubtes Fernbleiben vom Unterricht“ bezeichnet. Das unentschuldigte Fehlen am Unterricht stellt einen Verstoß gegen die Schulgesetze (SchulG) dar, die dem Landesrecht unterliegen. Gemäß § 41 SchulG NRW sind die Eltern dafür verantwortlich, dass die Schüler am Unterricht und an den sonstigen verbindlichen Veranstaltungen der Schule regelmäßig teilnehmen. Ist ein Schüler durch Krankheit oder aus anderen nicht vorhersehbaren Gründen verhindert, die Schule zu besuchen, so benachrichtigen die Eltern unverzüglich die Schule und teilen schriftlich den Grund für das Schulversäumnis mit (§ 43 Abs. 2 SchulG NRW). Versäumen Schüler unentschuldigt den Unterricht oder sonstige verbindliche Schulveranstaltungen, kann ein Bußgeldverfahren gegen Erziehungsberechtigte, berufsschulpflichtige Schüler, Ausbilder sowie Schüler, die das 14. Lebensjahr vollendet haben, eingeleitet werden (§ 126 Abs. 1 Nr. 1, 4 und 5 SchulG NRW). Schlimmstenfalls droht die behördlich angeordnete Schulvorführung durch die Polizei (z. B. in Bayern aufgrund von Art. 118 BayEUG). Eltern können wegen Verletzung der Fürsorge- oder Erziehungspflicht (§ 171 StGB) bestraft werden. Eine Kindeswohlgefährdung, die zur Entziehung der elterlichen Sorge nach § 1666 BGB führen kann, liegt z. B. vor, wenn das Kind zwei Jahre schulabstinent, derzeit unbekannten Aufenthaltes ist und ein Elternteil durch sein Verhalten ein Auffinden des Kindes verhindert.
Im Arbeitsrecht wird der Arbeitnehmer versuchen, den Absentismus mit der Vortäuschung einer Krankheit zu verdecken. Es ist auch für Ärzte nicht immer einfach, „echte“ von „unechten“ Krankheiten zu unterscheiden, so dass sich derartige Fehlzeiten teilweise als „eine Art ärztlich legitimierter Arbeitsverweigerung“ darstellen. Das „Gefälligkeitsattest“ („gelber Urlaubsschein“) ist ein typischer Fall des Absentismus. Für das Bundesarbeitsgericht (BAG) ist hierbei nicht auszuschließen, dass der Arbeitnehmer bei bestimmten Krankheitsbildern subjektive Beschwerden schildert, die zwar durch Untersuchungen nicht objektivierbar sind, den Arzt aber gleichwohl veranlassen könnten, eine Arbeitsunfähigkeit zu bescheinigen. „Deshalb ist nicht von der Hand zu weisen, dass ärztliche Atteste, die eine Arbeitsunfähigkeit bescheinigen, unrichtig oder missbräuchlich erstellt oder erlangt sind, so dass ihnen unter Zugrundelegung der anzuwendenden deutschen Vorschriften nicht ein absoluter Beweiswert beigelegt werden kann“.
Um Absentismus vorzubeugen, gibt es gesetzliche Einschränkungen der Fehlzeiten. Zweifel an der Arbeitsunfähigkeit sind gemäß § 275 Abs. 1a SGB V insbesondere in Fällen anzunehmen, in denen Arbeitnehmer auffällig häufig oder auffällig häufig nur für kurze Dauer arbeitsunfähig sind oder der Beginn der Arbeitsunfähigkeit häufig auf einen Arbeitstag am Beginn oder am Ende einer Woche fällt oder die Arbeitsunfähigkeit von einem Arzt festgestellt worden ist, der durch die Häufigkeit der von ihm ausgestellten Bescheinigungen über Arbeitsunfähigkeit auffällig geworden ist. Die Prüfung hat unverzüglich nach Vorlage der ärztlichen Feststellung über die Arbeitsunfähigkeit zu erfolgen. Die mutmaßliche Nutzung der Arbeitsunfähigkeit zu Privatzwecken (vergrößerte Freizeit) kann nach dem Verständnis des § 275 Abs. 1a SGB V angenommen werden, wenn die Abwesenheitsquote eines bestimmten Arbeitnehmers über 50 % der Quote der Kollegen innerhalb derselben Abteilung liegt; dann ist stets von einem „auffälligen Verhalten“ auszugehen. Zudem sieht § 2 Abs. 3 EFZG vor, dass Arbeitnehmer, die am letzten Arbeitstag vor oder am ersten Arbeitstag nach Feiertagen unentschuldigt der Arbeit fernbleiben, keinen Anspruch auf Bezahlung für diese Feiertage haben.
Tritt der Arbeitnehmer die Arbeit nicht an und kann er hierfür keine triftigen Gründe vorbringen, so liegt eine Leistungsstörung vor. Durch unberechtigte Fehlzeiten versäumte Arbeitszeit führt im Regelfall zur Teilunmöglichkeit der Erfüllung, die gemäß § 313 Abs. 1 BGB den Arbeitgeber berechtigt, den der Fehlzeit entsprechenden Arbeitslohn einzubehalten oder zurückzufordern. Es besteht auch die Gefahr der Arbeitsverweigerung, die den Arbeitgeber dazu berechtigen kann, den Arbeitsvertrag zu kündigen.